# 인공투석
인공투석(人工透析, 영어: dialysis)은 의료 행위 중 하나로, 신장의 기능을 인공적으로 대체하는 것이다. 신부전에 걸린 환자가 요독증에 걸리는 것을 방지하기 위해, 외부 수단을 통해 혈액의 노폐물 제거, 전해질 유지, 수분 유지를 해야 한다.

## 급성 신부전
Cr7.0mg / dL, BUN80mg / dL 등 급성 신부전에 투석을 도입하는 경우가 많다. 많은 급성 신장성 신부전은 급성 세뇨관 괴사이기 때문에 투석 도입으로 합병증을 방지하고 핍뇨기부터 이뇨기에 이행하면 며칠간 투석을 하지 않을 수 있다. 그러나 다발성 장기 부전의 경우 충분한 이뇨를 얻을 수 없는 경우가 많다. 급성 혈액 정화 요법 특히 급성 신장 손상 (AKI)에서 CHDF의 적응은 요독증의 출현 (심외막 통증, 중추 신경 증상, 소화기 증상), 폐부종의 외관, 보존적 치료로 관리할 수 없는 전해질 이상, 높은 체온 투석 가능한 약물에 의한 중독 등이 알려져 있지만 충분한 합의가 얻어지지 않는다.

## 같이 보기
- 토머스 그레이엄
- 신장학